# 474

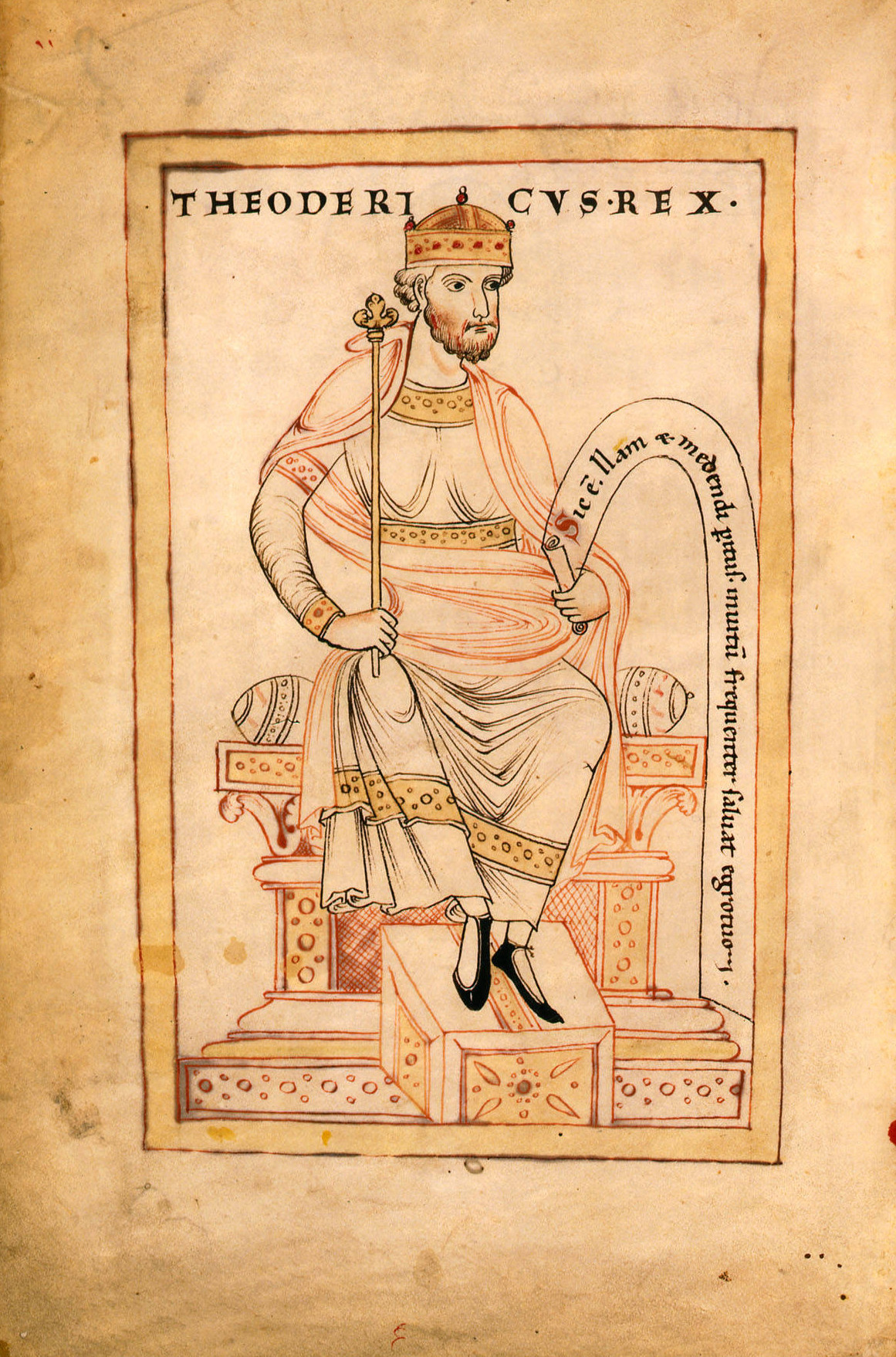
Theodorik de Grote (r. 474-526)

Het jaar 474 is het 74e jaar in de 5e eeuw volgens de christelijke jaartelling.

## Gebeurtenissen

### Klein-Azië
- 18 januari - Keizer Leo I overlijdt in Constantinopel aan dysenterie na een regeerperiode van 17 jaar. Hij wordt opgevolgd door zijn kleinzoon Leo II.
- 9 februari - Zeno, vader van Leo II, wordt tot medekeizer (augustus) benoemd. Hij stabiliseert de Donaugrens en bestuurt het Oost-Romeinse Rijk.
- 17 november - Leo II sterft onverwachts aan een natuurlijke doodsoorzaak. Hij heeft slechts 10 maanden gezamenlijk met zijn vader geregeerd.
- Zeno (r. 474-491) volgt zijn zoon Leo II op als keizer van het Oost-Romeinse Rijk. Hij sluit onder dwang een vredesverdrag met de Vandalen.

### Europa
- De Visigoten onder leiding van Eurik veroveren na een beleg van 3 jaar de stad Clermont en nemen de bisschop Sidonius Apollinaris gevangen.
- Eurik laat Sidonius Apollinaris vrij en herstelt hem als bisschop van Clermont in functie.

### Balkan
- Theodorik de Grote (r. 474-526) volgt zijn vader Theodomir op als koning van de Ostrogoten. Hij breidt zijn invloedssfeer verder uit op de Balkan.

### Italië
- 24 juni - Julius Nepos consolideert zijn macht in Ravenna en wordt door de Senaat erkend als keizer van het West-Romeinse Rijk.
- Nepos dwingt Glycerius af te treden en verbant hem naar Dalmatië. Hij wordt na zijn afzetting tot bisschop van Solaena gekozen.
- Anonymus Valesianus, de noodnaam van een heidense schrijver, behandelt de geschiedenis van 474 tot 524.

## Geboren
- Abraham van Kratia, Syrische monnik en heilige (waarschijnlijke datum)
- Anthemios van Tralles, Byzantijns architect en wiskundige (waarschijnlijke datum)
- Mabenna, Welshe prinses en heilige (overleden 550)

## Overleden
- 18 januari - Leo I, keizer van het Oost-Romeinse Rijk
- 17 november - Leo II, keizer van het Oost-Romeinse Rijk
- Theodomir, koning van de Ostrogoten